# 静岡いすゞ自動車
静岡いすゞ自動車株式会社（しずおかいすずじどうしゃ、略称：静岡いすゞ）は、かつて存在したいすゞ自動車の販売会社。静岡運輸支局管轄区域を販売エリアとし、本社を静岡県静岡市に置いていた。いすゞネットワーク（現・いすゞ自動車販売）の100%子会社であった。

## 沿革
- 1939年（昭和14年） 5月 - 当社前身である清水精機株式会社が創立。
- 1946年（昭和21年）10月 - 商号を静甲いすゞ自動車販売株式会社に変更し、本格的にいすゞ自動車の販売・部品製造を開始。
- 1947年（昭和22年）12月 - 商号を静甲いすゞ自動車株式会社に変更。
- 1959年（昭和34年）6月 - 静甲いすゞ自動車株式会社から小型車部門（乗用車、小型商用車）を分離、富士いすゞモーター株式会社を設立。
- 1983年（昭和58年）
  - 6月 - 静岡いすゞ自動車株式会社を設立。
  - 8月 - 静岡県を販売区域とするいすゞの販売権を静岡いすゞ自動車が譲受し、分離した残る事業体は現在の靜甲株式会社が継受。
- 1999年（平成11年）4月 - 静岡いすゞ自動車と富士いすゞモーターが合併。
- 2004年（平成16年）5月 - 浜松中央サービスセンターを浜松支店に統合。
- 2006年（平成18年）- 当社のマリンエンジンの販売権をいすゞマリン製造（現・いすゞ自動車エンジン販売）へ移管。
- 2007年（平成19年）
  - 2月 - いすゞネットワークの完全子会社となる。
  - 12月 - 富士支店を富士市今井に移転。
  - 12月 - 富士中央サービスセンターを富士支店に統合。
- 2010年（平成22年）12月 - いすゞ自動車東海北陸株式会社に合併。

## 事業所所在地
- 本社：静岡県静岡市駿河区豊田
- 静岡支店：静岡市駿河区豊田
- 沼津支店：沼津市大岡字二ツ谷町
- 富士支店：富士市今井
- 藤枝支店：藤枝市堀之内
- 袋井支店：袋井市山科
- 浜松支店：浜松市南区大柳町
- 沼津東サービスセンター：駿東郡清水町長沢
- 清水サービスセンター：静岡市清水区庵原町
- 静岡北サービスセンター：静岡市葵区長沼